# Amy Fuller
Amy Fuller, född 30 maj 1968 i Inglewood, Los Angeles County, Kalifornien, död 11 mars 2023 i Los Angeles, var en amerikansk roddare.
Hon tog OS-silver i fyra utan styrman i samband med de olympiska roddtävlingarna 1992 i Barcelona.